# 미디어스페이스

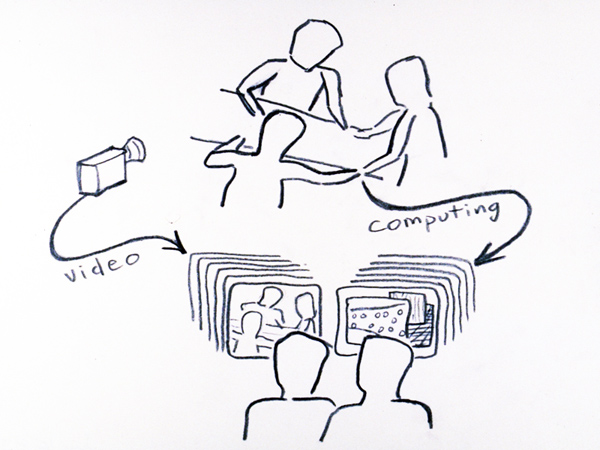
1982년 로버트 스툴츠의 미디어스페이스의 원래의 개념도

미디어스페이스(Media space)는 PC, TV, 전화 등으로 촘촘히 서로 연결된 정보와 아이디어, 이미지를 하나의 통합된 순환 시스템으로 보는 개념을 일컫는 말이다.
생태학자들이 지구의 모든 생명을 하나의 생물학적 유기체로 이해하는 것처럼, 오늘날의 정보 공간이야말로 현대인간의 상호작용이나 사회적, 정치적 음모가 이뤄지는 공간이라고 본다. 인류문명에서 고갈되지 않고 확장될 수 있는 유일한 미개척지로 일컬어진다.